# Canoa/kayak ai Giochi della XXXII Olimpiade - K1 200 metri maschile
La gara di velocità K1 200 metri, per Tokyo 2020 si è svolta alla Sea Forest Waterway dal 4 al 5 agosto 2021.
Alla competizione hanno preso parte 25 atleti di 20 nazioni.

## Regolamento della competizione
La competizione prevede cinque batterie di qualificazione, tre quarti di finale, due semifinali e due finali. I primi due classificati di ogni batteria di qualificazione e i primi due di ogni quarto di finale accedono alle semifinali. I primi quattro classificati accedono alla finale "A", per l'assegnazione delle medaglie. Gli altri partecipanti alle semifinali accedono alla finale "B".

## Programma
| Data          | Ora (UTC+9) | Round            |
| ------------- | ----------- | ---------------- |
| 4 agosto 2021 | 9:30        | Batterie         |
| 4 agosto 2021 | 12:08       | Quarti di finale |
| 5 agosto 2021 | 9:30        | Semifinali       |
| 5 agosto 2021 | 11:42       | Finale           |

## Risultati
| FA | Qualificato in finale A (per le medaglie)     |
| FB | Qualificato in finale B (non per le medaglie) |
| SF | Qualificato alle semifinali                   |
| QF | Qualificato ai quarti di finale               |

### Batterie

#### Batteria 1
| Pos. | Atleta              | Paese      | Tempo  | Note |
| ---- | ------------------- | ---------- | ------ | ---- |
| 1    | Petter Menning      | Svezia     | 34.698 | SF   |
| 2    | Saúl Craviotto      | Spagna     | 35.002 | SF   |
| 3    | Evgenii Lukantsov   | ROC        | 35.157 | QF   |
| 4    | Kohl Tamarua-Horton | Isole Cook | 40.061 | QF   |
| 5    | Rudolf Williams     | Samoa      | 42.083 | QF   |

#### Batteria 2
| Pos. | Atleta               | Paese         | Tempo  | Note |
| ---- | -------------------- | ------------- | ------ | ---- |
| 1    | Kolos Csizmadia      | Ungheria      | 34.442 | SF   |
| 2    | Carlos Arévalo López | Spagna        | 34.452 | SF   |
| 3    | Liam Heath           | Gran Bretagna | 34.582 | QF   |
| 4    | Nicholas Matveev     | Canada        | 36.190 | QF   |
| 5    | Momen Mahran         | Egitto        | 38.850 | QF   |

#### Batteria 3
| Pos. | Atleta              | Paese         | Tempo  | Note |
| ---- | ------------------- | ------------- | ------ | ---- |
| 1    | Sándor Tótka        | Ungheria      | 35.070 | SF   |
| 2    | Roberts Akmens      | Lettonia      | 35.448 | SF   |
| 3    | Cho Gwang-hee       | Corea del Sud | 35.738 | QF   |
| 4    | Mark De Jonge       | Canada        | 36.110 | QF   |
| 5    | Momotarō Matsushita | Giappone      | 36.132 | QF   |

#### Batteria 4
| Pos. | Atleta          | Paese   | Tempo  | Note |
| ---- | --------------- | ------- | ------ | ---- |
| 1    | Manfredi Rizza  | Italia  | 34.867 | SF   |
| 2    | Maxime Beaumont | Francia | 35.259 | SF   |
| 3    | Oleg Gusev      | ROC     | 35.928 | QF   |
| 4    | Yang Xiaoxu     | Cina    | 36.561 | QF   |
| 5    | Bojan Zdelar    | Serbia  | 37.092 | QF   |

#### Batteria 5
| Pos. | Atleta               | Paese     | Tempo  | Note |
| ---- | -------------------- | --------- | ------ | ---- |
| 1    | Strahinja Stefanović | Serbia    | 34.996 | SF   |
| 2    | Rubén Rézola         | Argentina | 35.059 | SF   |
| 3    | Mindaugas Maldonis   | Lituania  | 35.650 | QF   |
| 4    | Tuva'a Clifton       | Samoa     | 38.363 | QF   |
| 5    | Amado Cruz           | Belize    | 39.645 | QF   |

### Quarti di finale

#### Quarto di finale 1
| Pos. | Atleta              | Paese      | Tempo  | Note |
| ---- | ------------------- | ---------- | ------ | ---- |
| 1    | Mindaugas Maldonis  | Lituania   | 35.466 | SF   |
| 2    | Momotarō Matsushita | Giappone   | 35.540 | SF   |
| 3    | Yang Xiaoxu         | Cina       | 35.852 |      |
| 4    | Momen Mahran        | Egitto     | 37.836 |      |
|      | Kohl Tamarua-Horton | Isole Cook |        | DNF  |

#### Quarto di finale 2
| Pos. | Atleta            | Paese         | Tempo  | Note |
| ---- | ----------------- | ------------- | ------ | ---- |
| 1    | Liam Heath        | Gran Bretagna | 33.985 | SF   |
| 2    | Evgenii Lukantsov | ROC           | 35.184 | SF   |
| 3    | Mark De Jonge     | Canada        | 35.462 |      |
| 4    | Bojan Zdelar      | Serbia        | 36.531 |      |
| 5    | Rudolf Williams   | Samoa         | 41.950 |      |

#### Quarto di finale 3
| Pos. | Atleta           | Paese         | Tempo  | Note |
| ---- | ---------------- | ------------- | ------ | ---- |
| 1    | Cho Gwang-hee    | Corea del Sud | 35.048 | SF   |
| 2    | Nicholas Matveev | Canada        | 35.181 | SF   |
| 3    | Oleg Gusev       | ROC           | 35.581 |      |
| 4    | Tuva'a Clifton   | Samoa         | 38.287 |      |
| 5    | Amado Cruz       | Belize        | 39.333 |      |

### Semifinali

#### Semifinale 1
| Pos. | Atleta               | Paese         | Tempo  | Note |
| ---- | -------------------- | ------------- | ------ | ---- |
| 1    | Kolos Csizmadia      | Ungheria      | 35.099 | FA   |
| 2    | Liam Heath           | Gran Bretagna | 35.108 | FA   |
| 3    | Petter Menning       | Svezia        | 35.149 | FA   |
| 4    | Roberts Akmens       | Lettonia      | 35.688 | FA   |
| 5    | Strahinja Stefanović | Serbia        | 35.855 | FB   |
| 6    | Maxime Beaumont      | Francia       | 36.072 | FB   |
| 7    | Nicholas Matveev     | Canada        | 36.584 | FB   |
| 8    | Momotarō Matsushita  | Giappone      | 37.096 | FB   |

#### Semifinale 2
| Pos. | Atleta               | Paese         | Tempo  | Note |
| ---- | -------------------- | ------------- | ------ | ---- |
| 1    | Sándor Tótka         | Ungheria      | 35.114 | FA   |
| 2    | Manfredi Rizza       | Italia        | 35.171 | FA   |
| 3    | Carlos Arévalo López | Spagna        | 35.207 | FA   |
| 4    | Saúl Craviotto       | Spagna        | 35.934 | FA   |
| 5    | Evgenii Lukantsov    | ROC           | 36.036 | FB   |
| 6    | Cho Gwang-hee        | Corea del Sud | 36.094 | FB   |
| 7    | Rubén Rézola         | Argentina     | 36.552 | FB   |
| 8    | Roberts Akmens       | Lettonia      | 36.637 | FB   |

### Finali

#### Finale B
| Pos. | Atleta               | Paese         | Tempo  | Note |
| ---- | -------------------- | ------------- | ------ | ---- |
| 1    | Maxime Beaumont      | Francia       | 35.998 |      |
| 2    | Mindaugas Maldonis   | Lituania      | 36.257 |      |
| 3    | Strahinja Stefanović | Serbia        | 36.329 |      |
| 4    | Evgenii Lukantsov    | ROC           | 36.369 |      |
| 5    | Cho Gwang-hee        | Corea del Sud | 36.440 |      |
| 6    | Nicholas Matveev     | Canada        | 36.625 |      |
| 7    | Rubén Rézola         | Argentina     | 36.775 |      |
| 8    | Momotarō Matsushita  | Giappone      | 37.250 |      |

#### Finale A
| Pos. | Atleta               | Paese         | Tempo  | Note |
| ---- | -------------------- | ------------- | ------ | ---- |
|      | Sándor Tótka         | Ungheria      | 35.035 |      |
|      | Manfredi Rizza       | Italia        | 35.080 |      |
|      | Liam Heath           | Gran Bretagna | 35.202 |      |
| 4    | Kolos Csizmadia      | Ungheria      | 35.317 |      |
| 5    | Carlos Arévalo López | Spagna        | 35.391 |      |
| 6    | Petter Menning       | Svezia        | 35.562 |      |
| 7    | Saúl Craviotto       | Spagna        | 35.568 |      |
| 8    | Roberts Akmens       | Lettonia      | 36.014 |      |